# Fantomas contra Scotland Yard
Fantomas contra Scotland Yard (títol original en francès: Fantômas contre Scotland Yard) és una pel·lícula franco-italiana dirigida per André Hunebelle i estrenada el 1967. Després de Fantomas el 1964 i La fúria de Fantomas el 1965, és la tercera i darrera part de la trilogia Fantômas d'André Hunebelle consagrada a Fantomas, el geni del crim. Ha estat doblada al català.

## Argument
Fantômas imposa als rics (nobles i gàngsters) un «impost sobre el dret de viure». El comissari Juve, el periodista Fandor i Hélène, la promesa d'aquest últim, tenen per a missió capturar-lo. Van a Escòcia, en el típic castell del riquissim propietari, Lord Edward Mac Rashley que és una de les preses del malfactor. El comissari Juve, considerant protegir el castellà, és com de costum, ell mateix víctima de l'humor macabre de Fantomas, que usa i abusa de les seves ximpleries extravagants i del seu famós riure cavernós.

## Repartiment
- Louis de Funès: el comissari de policia Paul Juve
- Jean Marais: Jérôme Fandor, periodista / Fantomas
- Raymond Pellegrin: La veu de Fantomas
- Mylène Demongeot: Hélène Gurncée
- Jacques Dynam: L'inspector Michel Bertrand
- Henri Serre: André Berthier, el secretari de lord Mac Rashley
- Jean-Roger Caussimon: Lord Edward Mac Rashley
- Françoise Christophe: Lady Dorothée Mac Rashley
- André Dumas: Tom Smith
- Robert Dalban: El director del diari
- Jean Ozenne: Albert, el majordom de Lord Mac Rashley
- Max Montavon: Alexandre
- Rita Renoir: L'estrella que baixa de l'avió
- Guy Delorme: Un cap de la Mafia
- Antoine Baud: William
- Rico Lopez: Un membre de la Mafia
- Bob Lerick: Un membre de la Mafia
- Dominique Zardi: el pilot d'avió
- Hubert de Lapparent: Richard
- Henri Attal: Godfrey
- Paul Pavel: Un membre de la Mafia

## Al voltant de la pel·lícula
En aquest últim opus de la trilogia Jean Marais superava els cinquanta i portava malament fer les accions perilloses.
- Només els plans dels crèdits han estat rodadas a Escòcia, a prop de Glasgow. Contràriament a la pel·lícula precedent, La fúria de Fantomas, que havia permès a tot l'equip d'apreciar Roma, cap actor no ha marxat del territori francès i el rodatge s'ha desenvolupat en una Escòcia fictícia:
  - El castle  escocès de Lord Mac Rashley és en realitat el castell de Roquetaillade situat en la Gironda. L'interior del castell va ser reconstituït als estudis de Boulogne. Altres pel·lícules han tret d'altra banda profit d'aquesta bonica fortificació (restaurada per Viollet-le-Duc) com Le Pacte des loups.
  - Les escenes de caça a la landa han estat rodades al Bosc de Fontainebleau (Seine-et-Marne).
- De Fantômas a James Bond: Max Douy, el responsable dels decorats, es convertirà en el decorador d'una de les pel·lícules de la sèrie James Salt ,Moonraker.
- Michel Thomass, que interpreta el maharajà, és d'origine rus. És doncs la seva llengua materna que parla, i no una llengua índia.

## Llocs de rodatges
- Escòcia
  - a Inveraray a prop de Glasgow
- França
  - Château de Roquetaillade
  - Forêt de Fontainebleau
  - Île-de-France